# گوستو بیوسکا
گوستو بیوسکا (انگلیسی: Gustau Biosca; ۲۹ فوریهٔ ۱۹۲۸ – ۱ نوامبر ۲۰۱۴) بازیکن فوتبال و مربی اهل اسپانیا بود. بیوسکا متولد لوسپیتالد د یوبروات، بارسلون، کاتالونیا، مدافع تیم‌های بارسلونا و کوندال بود.
وی همچنین در تیم‌های ملی فوتبال اسپانیا بازی کرده‌است.